# Verwaltungsgemeinschaft Mamming
Die Verwaltungsgemeinschaft Mamming liegt im niederbayerischen Landkreis Dingolfing-Landau und wird von folgenden Gemeinden gebildet:
1. Gottfrieding, 2530 Einwohner, 27,06 km²
2. Mamming, 3447 Einwohner, 41,48 km²

Sitz der Verwaltungsgemeinschaft ist Mamming.
Die Verwaltungsgemeinschaft Mamming wurde 1978 gegründet.